# Grup d'Estats contra la Corrupció

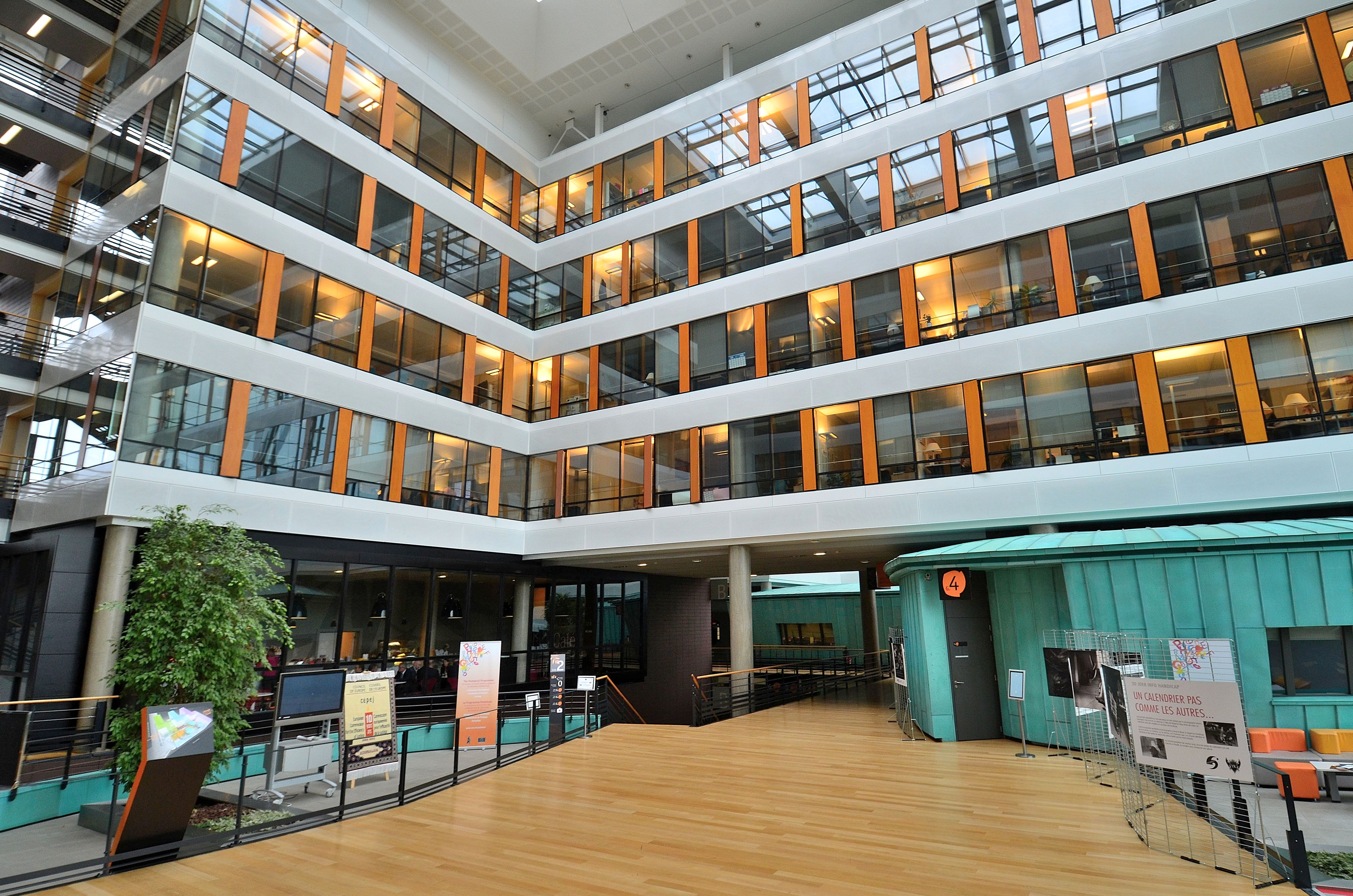
Edifici Agora, la seva seu

El Grup d'Estats contra la Corrupció ( Greco ) és un òrgan del Consell d'Europa per millorar la capacitat dels Estats membres en la lluita contra la corrupció. Va ser creat l'1 de maig de 1999 per 17 països europeus i actualment està format pels 46 estats membres del Consell, Bielorússia (amb representació limitada des de 2022), Estats Units i Kazakhstan.

## Històric
Hereu del Grup Multidisciplinari sobre la Corrupció (GMC), creat el setembre de 1995 sota els auspicis del Comitè Europeu per als Problemes Criminals i del Comitè Europeu per a la Cooperació Jurídica, la lluita contra la corrupció s'ha convertit en una de les prioritats del Consell d'Europa, amb mecanisme de seguiment. L'any 1997, la idea d'aquest conveni penal es va estendre als estats no membres del Consell d'Europa. Al novembre de 1997, es van adoptar els Vint Principis Directors (resolució (97)24) per a la lluita contra la corrupció. El març de 1998, el GMC va acordar instituir un «Grup d'Estats contra la Corrupció – Greco», autoritzat per la Comissió de Ministres el maig de 1998. Aquest Grup es va crear oficialment l'1 de maig de 1999 per 17 dels Estats membres del Consell: Bèlgica, Bulgària, Xipre, Estònia, Finlàndia, França, Alemanya, Grècia, Islàndia, Irlanda, Lituània, Luxemburg, Romania, Eslovàquia , Espanya i Suècia, als quals es van afegir posteriorment tots els estats membres del Consell a més d'Estats Units i Kazakhstan. La Federació Russa va deixar de ser membre després de la seva expulsió del Consell d'Europa el 2022 i Bielorússia té la participació restringida.

## Objecte
Segons larticle 1er de l'Estatut adoptat el 1999, el Greco té «per objecte millorar la capacitat dels seus membres de lluitar contra la corrupció, vetllant per l'aplicació dels compromisos presos en aquest àmbit, mitjançant un procés dinàmic avaluador i de pressió mutus». Per tal d'aconseguir aquest objectiu, el Greco s'encarrega de:
- 1. Seguir l'aplicació dels Principis Directors per a la lluita contra la corrupció tal com han estat adoptats pel Comitè de Ministres del Consell d'Europa el 6 de novembre del 1997.
- 2. Seguir l'aplicació dels instruments jurídics internacionals que s'adopten en compliment del Programa d'Acció contra la Corrupció, d'acord amb les disposicions que conté aquests instruments» (art. 2 de l'Estatut).

## Organització
El Greco, la seu del qual es troba a Estrasburg, disposa de:
- Secretaria, adreçada pel secretari executiu, nomenat pel secretari general del Consell d'Europa.[2]
- Bureau, compost per 7 membres del GRECO, incloent-hi el seu president, el croat Marin Mrčela.[3]
- Comitè estatutari

## Dates clau
- Estrasburg, 1995 : Creació del GMC.
- Estrasburg, 1996 : adopció del Programa d'acció contra la corrupció.
- Estrasburg, 1999 : creació del Greco l'1 de maig. Obertura a la signatura de Convenis penal ( STE 173 ) i civil ( STE 174 ) sobre la corrupció.
- Estrasburg, 2000 : Recomanació sobre els codis de conducta pels agents públics (Recomanació n° R (2000)10).
- Estrasburg, 2003 : Recomanació sobre les regles comunes contra la corrupció al finançament dels partits polítics i de les campanyes electorals (Recomanació Rec(2003)4). Obertura a la signatura del Protocol addicional a la Convenció penal sobre la corrupció (STE 191).

## Informes sobre Espanya
- 3 de gener de 2018: Publicació de l' Informe de compliment provisional a la quarta ronda d'avaluació.[4][5] Pel que fa a la justícia, retreu la intervenció política en l'elecció del CGPJ, els presidents d'Audiències Provincials i Tribunals Superiors de Justícia, i magistrats del Tribunal Suprem i Audiència Nacional.[6]